# Junonia cymodoce
Junonia cymodoce is een vlinder uit de familie Nymphalidae. De wetenschappelijke naam van deze soort werd voor het eerst voorgesteld als Papilio cymodoce door Pieter Cramer in een publicatie uit 1777.

## Verspreiding
De soort komt voor in de laaglandbossen van tropisch Afrika waaronder in Guinea-Bissau, Guinee, Ivoorkust, Ghana, Togo, Zuid-Benin, Nigeria, Kameroen, Equatoriaal-Guinea, Principe, Gabon, Centraal-Afrikaanse Republiek, Congo-Brazzaville, Congo-Kinshasa, West-Oeganda, West-Tanzania, Angola en Noordwest-Zambia.

## Waardplanten
De rups leeft op soorten van de familie Acanthaceae waaronder Asystasia gangetica (L.) T.Anderson en Ruellia sp..

## Ondersoorten
- Junonia cymodoce cymodoce (Cramer, 1777) (Guinea-Bissau, Guinee, Ivoorkust, Ghana, Togo, Zuid-Benin, Nigeria)
- Junonia cymodoce lugens (Schultze, 1912) (Kameroen, Equatoriaal-Guinea, Principe, Gabon, Centraal-Afrikaanse Republiek, Congo-Brazzaville, Congo-Kinshasa, West-Oeganda, West-Tanzania, Angola en Noordwest-Zambia)
  - = Kallima cymodoce var. lugens Schultze, 1912